# Omne
Omne is een plaats in de gemeente Kramfors in het landschap Ångermanland en de provincie Västernorrlands län in Zweden. De plaats heeft 63 inwoners (2005) en een oppervlakte van 23 hectare. De plaats ligt aan het Ulvviken een baai van de Botnische Golf. De omgeving van de plaats bestaat uit heuvels en bossen en net buiten de plaats ligt het Nordingrå natuurreservaat.